# Kanly
A kanly a Dűne-regényekben szereplő vérbosszú. Hivatalosan kell meghirdetni, mivel szigorú követelmények vonatkoznak rá. A szabályok eredetileg az ártatlan kívülállók védelmét szolgálták.
A Dűnében a Harkonnen és Atreides házak között hirdettek ki kanlyt. Az Előjáték a Dűnéhez-trilógiákban az Ecaz és Moritani-házak között húzódik konfliktus. Bár itt hirdettek kanlyt, de ezt a Moritani-ház nem vette figyelembe. E konfliktusban részt vett az Atreides-ház, mint békeközvetítő. E szerepet azért vállalták el az Atreidesek, mert mind a két házzal jó viszont ápoltak.